# Origem do CERN
Depois da II Guerra Mundial a ciência fundamental na Europa estava completamente antiquada e assim como o tinham feito as organizações internacionais, um grupo de cientistas e políticos visionários, imaginam um laboratório europeu de pesquisa atómica.
Um laboratório deste tipo permitiria não só reunir os cientistas europeus dispersos pela Europa como muitos deles fugitivos e mesmo receosos uns dos outros, como resolver o problema dos custos cada vez maiores na construção das instalações necessárias.

## A ideia
Curiosamente a ideia de uma organização deste género foi exposta a François de Rose por um americano, Robert Oppenheimer, cientista que havia sido educado na aura da ciência europeia e lhe disse, em substância: "Não seria normal que a Europa dependa dos Estados Unidos ou da URSS para fazer a pesquisa fundamental. Ela necessitará de grandes máquinas e voces devem unir-se para as poderem construir".
"A ideia tinha sido lançada e hoje são os americanos que vêem à Europa para fazer a pesquisa fundamental. Penso que Oppenheimer tinha previsto isso. Mas acho esta reviravolta de situação extraordinária".

## Pais fundadores
Pierre Auger, Raoul Dautry, François de Rose e Lew Kowarski pela França, Edoardo Amaldi pela Itália e Niels Bohr pela Dinamarca, são os precursores e grandes obreiros na criação de um laboratório deste género pelo que são regularmente designado como os pais fundadores .
Desde 1949 na companhia de Francis Perrin,  físico francês e François de Rose, diplomata, deslocaram-se a vários capitais europeias para ver a reacção dos responsáveis que foi péssima, pois cada país pensava que meter fundos numa organização iria tirar meios financeiros à pesquisa nacional. O preconceito da pesquisa nuclear também não ajudava à saída da II Guerra Mundial, e a presença de Frédéric Joliot-Curie à frente do Comissariado da energia atómica francesa também não ajudava visto ser um membro importante do partido comunista.

## Proposição
Durante a Conferência Europeia da Cultura, Lausana, em Dezembro 1949 é feita a primeira proposição oficial da criação de um laboratório desse tipo pela boca do Prémio Nobel francês Louis de Broglie. Em Junho de 1950 durante a Quinta Conferência da Unesco, em Florença, o Prémio Nobel de física americano Isidor Rabi faz inscrever uma resolução autorizando a organização a "assistir e encorajar a criação de laboratórios regionais para aumentar a cooperação científica internacional".
Em Dezembro de 1951, é adoptada uma primeira resolução com vista na criação de um Conseil Européen pour la Recherche Nucléaire (Conselho Europeu para Pesquisa Nuclear) e dois meses mais tarde onze países assinam um acordo estabelecendo o conselho provisório. Tinha nascido o acrónimo CERN.

## Convenção
Durante a terceira secção do conselho provisório é escolhido Genebra como o local para a implantação do futuro laboratório, escolha que foi aprovada depois de um referendum organizado no Cantão de Genebra em Junho de 1953.
A convenção do Conseil Européen pour la Recherche Nucléaire definitivamente estabelecida em Julho de 1953, vai sendo assinada pelos doze países fundadores que foram: Bélgica, Dinamarca, França, Grécia, Itália, Noruega, Holanda, República Federal da Alemanha, Reino Unido, Suécia,  Suíça e Jugoslávia, mas já desde o 29 de Setembro de 1954, depois da rectificação pela França e pela Alemanha, o CERN provisório é dissolvido e criada a Organização,

## Acrónimo CERN
O acrónimo CERN provem do francês "Conseil Européen pour la Recherche Nucléaire" (Conselho Europeu para Pesquisa Nuclear) , um organismo provisório instituído em 1952  criado com o apoio da UNESCO, e que  tinha por objectivo no fim da segunda guerra mundial "promover a colaboração entre Países Europeus na área da investigação no domínio da Física da Altas Energias (FAE)" . Quando em 1954 foi rectificada a convenção pelos 11 países fundadores  o Conselho deu origem à Organização mas manteve-se o acrónimo.
Como nessa altura a pesquisa da física fundamental tinha por principal objectivo a compreensão do interior do átomo, o núcleo atómico, isso explica o termo 'nuclear' empregue, mas pela imagem belicosa desta palavra o CERN denomina-se enquanto que laboratório; Laboratoire européen pour la physique des particules" .

## Nuclear ou Partículas?
Como numa determinada altura a pesquisa da física fundamental tinha por principal objectivo a compreensão do interior do átomo, o núcleo atómico, isso explica o termo nuclear empregue, mas pela imagem belicosa desta palavra o CERN chamou-se numa dada altura Organização Européene pour la Physique des Particules.